# Де Лима, Родней Франсиско
Родней Франсиско де Лима (порт.-браз. Rodnei Francisco de Lima; род. 11 сентября 1985, Сан-Паулу, Бразилия) — бразильский футболист, защитник.

## Биография
Был куплен «Гертой» 20 июля 2008 года за 2 000 000 евро. Предварительно зимой побывал на просмотре в клубе, где очень понравился главному тренеру — Люсьену Фавре. Дебютировал в Бундеслиге 14 февраля 2009 года в матче против «Баварии».

## Достижения
«Ред Булл» (Зальцбург)
- Чемпион Австрии: 2014
- Обладатель Кубка Австрии: 2014